# Cousinia carduchorum
Cousinia carduchorum là một loài thực vật có hoa trong họ Cúc. Loài này được C.Winkl. & Bornm. mô tả khoa học đầu tiên năm 1895.